# Tereza Nvotová
Tereza Nvotová, née le 22 janvier 1988 à Trnava (Tchécoslovaquie, actuellement en Slovaquie), est une réalisatrice et actrice slovaque.

## Biographie
Tereza Nvotová a comme parents le réalisateur Juraj Nvota et l'actrice Anna Šišková (en). Elle est la sœur de la chanteuse et actrice Dorota Nvotová.

## Filmographie
- 2018 : Sans jamais le dire (Spina)
- 2022 : The Nightsiren (Svetlonoc (cs))
- 2025 : Otec (en)

## Distinctions

### Prix
- Festival international du film de Valladolid : « Meilleur film » pour Sans jamais le dire
- Festival international du film de la Riviera : « Meilleur film » et prix du public pour Sans jamais le dire
- Festival international du film de Locarno : « Léopard d'or » pour Svetlonoc (cs)

### Nominations
- Festival international du film de la Riviera : « Meilleur réalisateur » pour Sans jamais le dire